# Voanioala gerardii
Genre
Espèce
Classification phylogénétique
Statut de conservation UICN

 CR D : 
En danger critique
Statut CITES
Voanioala gerardii est une espèce de plantes de la famille des Arecaceae (palmiers) endémique de Madagascar. Elle est la seule espèce du genre monotypique Voanioala. Menacée d'extinction, elle fait partie de la liste des 100 espèces les plus menacées au monde établie par l'UICN en 2012.

## Classification
- Sous-famille des Arecoideae
  - Tribu des Cocoeae
    - Sous-tribu des Attaleinae

Le genre  Voanioala  partage sa sous-tribu Attaleinae avec 9 autres genre; 
Beccariophoenix, Jubaeopsis, Jubaea, Allagoptera, Butia, Cocos, Syagrus, Parajubaea et Attalea.

## Taxonomie
Voanioala gerardii a été décrit par John Dransfield et publié dans Kew Bulletin 44(2): 195–197, f. 1–2, p. 1. 1989;
 Étymologie : 
Voanioala : nom générique qui vient du nom vernaculaire en langue malgache voanioala qui signifie cocotier de la jungle.

## Répartition et habitat
Cette espèce est endémique au nord-est de Madagascar. Elle est menacée d'extinction en raison  de la perte de son habitat.
La déforestation  et l'exploitation du cœur de palmier sont les principales menaces. Elle a besoin d'une protection efficace dans  les zones forestières de la péninsule de Masoala et que les arbres soient enfin protégés contre l'exploitation, sinon l'espèce a très peu de chances de survivre. On ne le connaît qu’à partir d’une très petite population, avec parfois quelques plantes juvéniles dispersées. On le trouve sur des pentes abruptes et en fond de vallée, à une altitude d'environ 200 à 450 m au-dessus du niveau de la mer .